# یوروپیم
یوروپیم (Europium) از عنصرهای شیمیایی جدول تناوبی است. نشانه کوتاه آن Eu و عدد اتمی آن ۶۳ است.
خواص فیزیکی عنصر یوروپیوم:
- عدد اتمی: ۶۳
- جرم اتمی: ۹۶/۱۵۱
- نقطه ذوب: C° ۸۲۲
- نقطه جوش: C° ۱۵۲۹
- شعاع اتمی: Å ۲/۵۶
- ظرفیت: ۲
- رنگ: سفید نقره ای
- حالت استاندارد: جامد در دمای ۲۹۸ درجه کلوین
- نام گروه: لانتانیدها